# Weißbachtal (Zittauer Gebirge)
Das Weißbachtal (tschechisch Údolí Bílého Potoka) ist ein Tal südlich der Stadt Zittau im östlichsten Teil des Zittauer Gebirges. In der 3,5 km langen, Richtung Süden ansteigenden Talsohle verläuft die Staatsgrenze zu Tschechien. 

## Geographie
Das Weißbachtal beginnt am Ortsrand von Hartau in 290 m  und endet in 478 m über NN  an einem flachen Pass des Hauptkammes des Zittauer / Lausitzer Gebirges, über den die Wasserscheide zwischen Nord- und Ostsee verläuft.
Es ist von sechs Bergen umgeben, Mühlsteinberg (482 m) und Straßberg (538 m) auf deutscher, sowie Loupežnický vrch (Raubschlossberg, 539 m), Podkova  (Hufeisenberg, 519 m), Popova skála (Pfaffenstein, 565 m) und Sedlecký Špičák (Lindenberg, 544 m) auf tschechischer Seite. Mit dem Kuhstein (475 m), der auch als Kuhberg bezeichnet wird, gibt es noch einen weiteren, kleineren Berg, der sich ca. in der Mitte des oberen Talkessels befindet.

## Geologie
Das Weißbachtal entstand im Wesentlichen im Pleistozän durch Erosion des aus dem Turon stammenden Sandsteins.  Die skandinavischen Eismassen überschritten hier während der Elsterkaltzeit zeitweise den Hauptkamm des Gebirges. Der weichere Sandstein wurde abgetragen und so die härteren Felsformationen freigelegt, welche durch Verwitterung ihre heutige Gestalt erhielten. Mit dem Gipfel des Berges Loupežnický vrch gibt es außerdem einen Basaltdurchbruch aus dem Tertiär.

## Flora
Das Tal ist vollständig bewaldet und wird forstwirtschaftlich genutzt. Neben größeren Fichtenbeständen finden sich auch vereinzelt urwüchsige Mischwälder.

## Fauna
Neben den in Mitteleuropa verbreiteten Tierarten finden sich in den Felsgruppen des Weißbachtales die Nistplätze seltener Vogelarten wie Wanderfalke, Uhu, Sperlingskauz und Schwarzstorch.
Zu deren Schutz waren früher Gebiete im oberen Weißbachtal als Reservat ausgewiesen.

## Tourismus

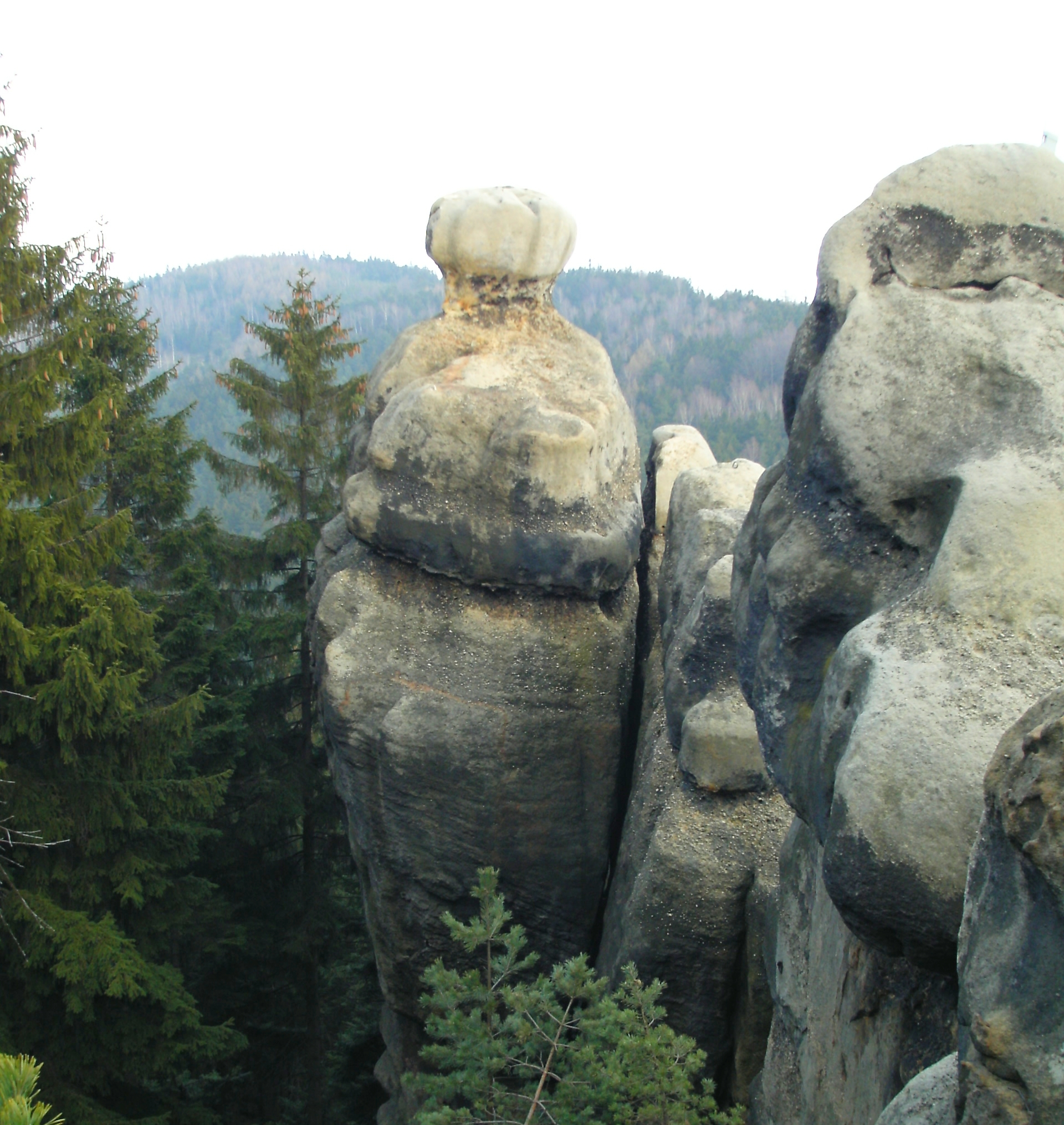
Der Mehlsack

Im  Weißbachtal und dessen Umgebung gibt es ein dichtes Netz an Wanderwegen. Es gibt drei grenzüberschreitende Wanderwege, auf denen das Passieren der Grenze zu Fuß/Ski oder mit dem Fahrrad erlaubt ist. Beliebte Ziele für Wanderer sind auf deutscher Seite die Fuchskanzel und auf tschechischer Seite der Popova skála (Pfaffenstein). 
Einige, meist kleinere Kletterfelsen befinden sich verteilt im oberen Talkessel bis hinauf auf die umgebenden Berge. Die markantesten sind die Uhusteine und der Mehlsack auf deutscher Seite, der Pfaffenstein auf tschechischer Seite sowie das Böhmische Tor (Česká brána).

## Geschichte
Im Mittelalter führte eine Handelsstraße durch das Weißbachtal, die sogenannte Lausitzer Straße aus Böhmen von Jablonné v Podještědí (Deutsch Gabel) nach Zittau. Auf dem Gipfel des Loupežnický vrch stand zu dieser Zeit die heute als Větrov (Windburg) bezeichnete Burg, welche vermutlich zum Schutz dieses Handelsweges erbaut wurde. Zur Zeit des böhmischen Königs Johann von Luxemburg wurde im 14. Jahrhundert die Straße, später Gabler Straße genannt, auf den kürzeren Weg über Lückendorf umgeleitet, so dass sie nicht mehr durch das Weißbachtal führte. 
Die Burg, deren richtiger Name nicht überliefert ist, wurde wahrscheinlich im Jahr 1442 von den Zittauern zerstört, und später abgetragen.
Durch den Basaltsteinbruch am Loupežnický vrch wurden schließlich die letzten Spuren der Burg beseitigt.
Im 19. Jahrhundert wurden an Mühlsteinberg und Lindeberg Steinbrüche betrieben.
1874 begann die Stadt Zittau im Weißbachtal mit dem Bau von Anlagen zur Trinkwassergewinnung, welche 1876 fertiggestellt wurden. Bis heute sind im Weißbachtal 16 Brunnen und ein Wassersammler für einen Teil der Zittauer Wasserversorgung in Betrieb.

## Besonderes
Charakteristisch ist die Unsymmetrie von West- und Ostseite des Weißbachtales. Während die westliche Seite strukturierter ist und teilweise über 100 m hohe Steilhänge mit Felsgruppen aufweist, ist die östliche Seite weniger strukturiert und flacher ansteigend.
Ähnlich wie beim Oybiner Talkessel ist der Taleingang vergleichsweise eng mit steil aufragenden Hängen, was an dem hier an der Lausitzer Verwerfung thermisch gehärteten Sandstein liegt. Die Hänge sind an dieser Stelle mit unzähligen meist kleineren Felsbrocken belegt.  
Im unteren Weißbachtal entspringt an einer Geröllstufe in 370 m Höhe der Weißbach (tschech. Bílý Potok), der bis zum Jahr 1874 bei Alt-Hartau in die Neiße mündete und danach wegen des Braunkohlenbergbaus gänzlich über den Weißbachgraben in die Pfaffenbach umgeleitet wurde. Seit der Inbetriebnahme der Trinkwasserbrunnen im Quellgebiet versiegt der Bachlauf strecken- und zeitweise. Weiter talwärts wird er vom Überlauf des Trinkwassersammlers wieder gespeist. Der Weißbach führt im Vergleich zu vor 1874 nur noch wenig Wasser. Der Bachlauf endet heute in einem Gelände eingestürzter alter Grubenbaue in der Nähe der Staatsgrenze zwischen Loučná (Görsdorf) und Hartau.